# 李敖神州文化之旅
李敖神州文化之旅，是指2005年9月19日至28日，李敖從臺灣前往中国大陆旅遊行程，主要是文化議題的參觀訪問，期間包括在北京大學、清華大學、復旦大學等地對師生舉行的公眾演講。此行是李敖自1949年离开中國大陸至台灣持續生活56年来，首次返回大陆的實地旅行，在海峽兩岸華人圈受到相當關注。

## 行前
2005年9月2日，時任無黨籍立法委員的李敖到立法院報到，他笑呵呵說，他決定於本月去北京；由於外界傳言李敖害怕搭飛機，李敖說，「我就選定一個空中小姐最漂亮的，就盯著她；萬一飛機有情況，我就抱著她同歸於盡」；他說，他此行是去跟中國國民黨榮譽主席連戰與親民黨主席宋楚瑜比賽演講，「給共產黨看看，台灣有人講得多麼好」，而演講題目是「反共抗俄」。

## 行程

### 北京
李敖於北京時間2005年9月19日17:10许抵达北京首都机场，开始他在中國大陸的“神州文化之旅”。
9月20日8:45，李敖一行人到北京天安门城楼参观，李敖在留言簿上写下“休戚与共”四字；他解释说，“休”代表快乐，“戚”代表难过，“共”就代表中国共产党。李敖约在15:00结束在天安门、北京故宫和人民大会堂的参观行程，回母校新鲜胡同小学参观访问，并看望了他的小学老师鲁荣坤。
9月21日09:30，李敖在北京大學辦公樓禮堂對約500名北大師生演講，國務院台灣事務辦公室副主任王在希、北大黨委書記閔維方、北大副校長吳志攀在座。
北大演讲完后，李敖看望了在北京大学医院养病的15岁中学生吴子尤。

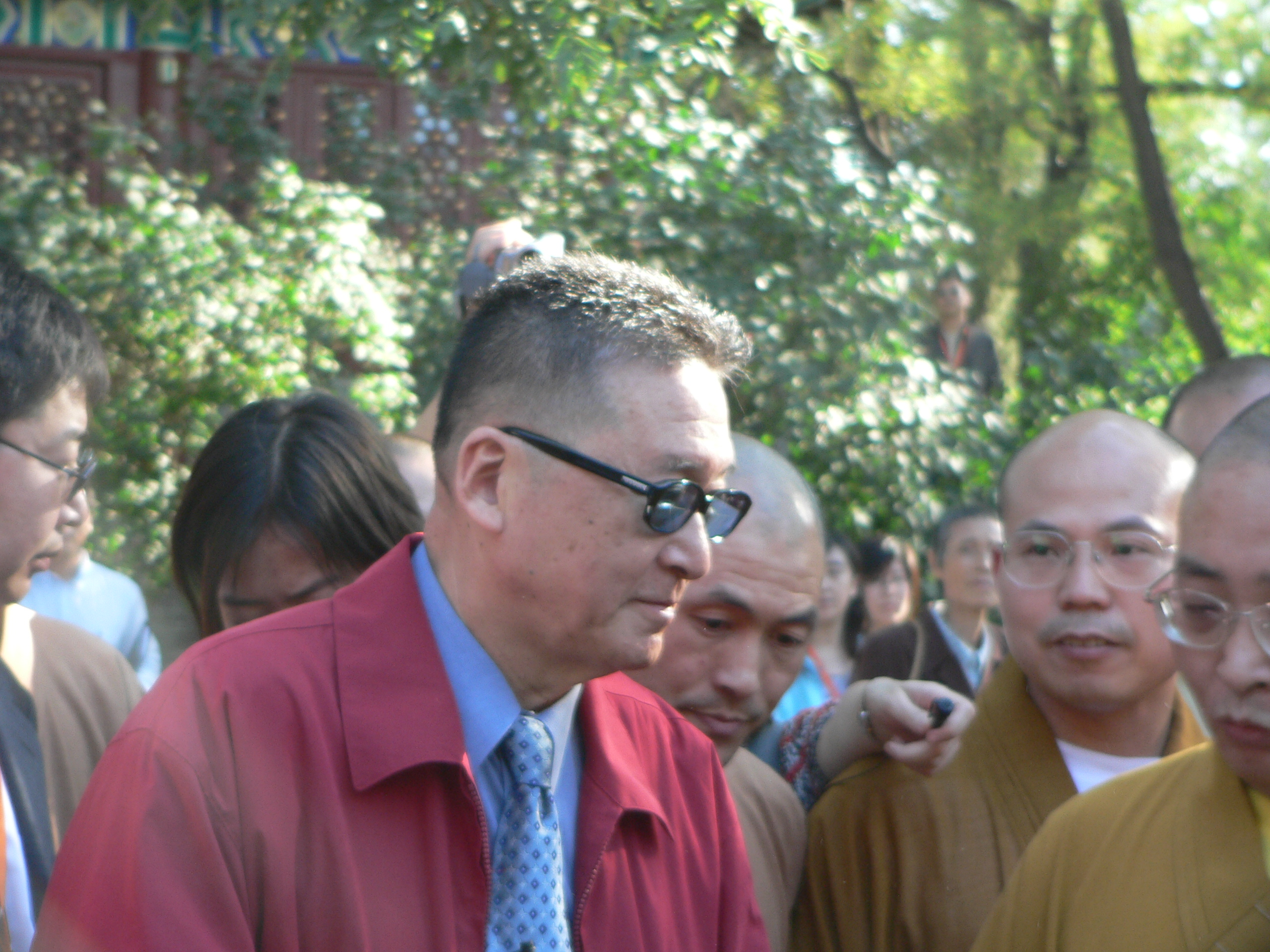
李敖在僧众的陪同下遊覽法源寺

下午15时30分许，李敖来到北京法源寺参观，为法源寺题词“法海真源，尽在于斯”、“物我两忘，人书俱老”；法源寺赠送给李敖一尊观音像及一些文史资料。
9月22日上午9时30分，李敖在北京亚洲电视城接受凤凰卫视节目《鲁豫有约》的采访，访谈中他说：“中国曾经经过那么穷苦的日子，现在虽然还是会穷苦，但比起以前真是程度不同了，感谢中国共产党！”中午，李敖邀集儿时在新鲜胡同小学就学的10余位同窗，举行同学会。
9月23日上午，李敖在清华大学发表演讲；清华大学人文学院院长致辞，李敖在演讲前为清华大学题词“金玉其内、水木清华”。下午2时拜访了明朝传教士利玛窦墓地，李敖感慨中国接受西方文明的过程漫长而艰辛；后到中国国家图书馆观看古籍善本。
9月24日上午，李敖做客《凤凰网》，与网民进行了一个多小时的交流，他称参观北京后感到大国气象；下午到北京四中参观，之后驱车前往颐和园游览。

### 上海
9月25日傍晚五时许，李敖自北京飞抵上海浦东机场，开启了他“神州文化之旅”的第二站行程。在机场与记者短暂接触后，李敖即前往上海外滩参观。
9月26日上午9时30分，李敖在复旦大学进行了他“神州文化之旅”中继北大、清华后的第三场演讲。李敖说，现在是中国、中国文化、中国人、中国文字翻身和复兴的大好机会。晚间，李敖在上海东方明珠电视塔上俯看了上海夜景。
9月27日早晨，李敖在朱家角欣赏水乡初秋；中午到访上海市市东中学，1949年初李敖曾在这所学校就读过数月时间；15时30分，李敖在上海国际会议中心黄河厅召开了记者会，表示一路走来没有压力。

### 香港
9月28日中午，李敖乘飞机从上海抵达香港，开始其“神州文化之旅”最后一站行程。下午，李敖在香港举行的记者会上表示，香港法制良好、比台湾高明，内地未打压香港。

## 演說

### 北京大學
李敖开场的第一句話不是“大家好”，而是“各位終於看到我了”。他引用教宗若望·保祿二世言論表示“好的演講不能看稿”，調侃稍早參訪大陸並在北大演講的中国国民党荣誉主席連戰為「吹台青」（吹牛、台灣人、青年），說連戰在當時唬弄了大陸人及學子。
进入正题后，李敖首先讚美曾經被中國國民黨與中國共產黨打倒的北洋軍閥，理由是北洋軍閥讓蔡元培做北京大學校長。李敖說：「北洋軍閥有這個肚量，把全國最好的大學交給和他敵對的一個政治勢力的手裡」（註：蔡元培是國民黨員），大家沒有資格罵北洋軍閥，「我們不要罵北洋軍閥，我們要做歷史性的反省」。
李敖指出，美國前總統比爾·柯林頓參訪北大演講中引證有錯誤：柯林頓當時演講時曾引用胡適說的「爭取你個人的自由，就是爭取國家的自由」，但是柯林頓引用時沒有講到後面這句話：「一個真正的開明進步的國家，不是一群奴才造成的，是要有獨立個性、有自由思考的人造成的。」而連戰儘管在早先演說中提到「自由主義」四字，卻是說胡適把自由主義帶到台灣，而不直接提出自由主義在大陸的問題。李敖說，「對我而言，沒有複雜：自由主義只是兩個部分，一是反求諸己的部分，一是反求諸憲法的部分」。
接著，李敖說：「誰說共產黨不許別人講話？我拿一本書給你們看。」李敖拿出《毛澤東文集》，念了一段毛澤東在1962年在擴大中央工作會議上的講話：「不負責任，怕負責任，老虎屁股摸不得，這是很不對的。有了錯，一定要自我批評。」李敖說：「我認為心靈開放是重要的，這一部分自由主義叫做『反求諸己』。」「都是你自己的事情，你自己沒有一個改革開放的自己，永遠困擾自己。所以我說：真正的自由主義者沒有人想做，因為太痛苦了，因為太難了，要有很高的文化水平才能做自由主義者。所以自由主義這一段叫做『反求諸己』，成功了，我自己就知道。」
其後，左手執著一本揭開的《毛澤東文集》的李敖，一臉神氣地唸道：「共產黨是歷史上發生的。凡是歷史上發生的東西，都要在歷史上消滅。因此，共產黨總有一天要消滅。不许鼓掌……不许鼓掌……」但台下仍然有不少人鼓掌。
然後，李敖用北京俗話總結了人民對政府失望時的五種表現：「嗝了」（自盡而死）、「踮了」（逃離）、「得了」（做隱士）、「㞞了」（投降）、「翻了」（翻臉）。他提到1932年在美國首都華盛頓特區，麥克阿瑟元帥帶領喬治·巴頓將軍及艾森豪威爾武裝驅散集會抗議的人，「多少人死掉了」，並且登載於《紐約時報》頭條。他提到，此後還有“1953年德國”（指1953年苏军武力镇压东德六一七事件）、“1956年匈牙利”（指1956年苏军武力镇压匈牙利十月事件）、“1968年捷克”（指1968年苏军武力镇压捷克斯洛伐克的布拉格之春）、“1970年美國”（指1970年5月4日美国镇压肯特州立大学反越战示威的枪击事件）的政府與人民間的流血事件。他說，「全世界任何政府在這個時候都是王八蛋。可是對人民來講，逼他開槍，局面造成了我們逼他開槍，我們要不要反省：我們為什麼這麼笨呢？看看有沒有什麼聰明的方法。焦急的方法，你不能夠把政府擺平，你自己跟著受害。……項羽這樣喊，李自成也可以這樣喊，你不能這樣喊。項羽擁有武器，李自成擁有武器，和統治者差不多；你有一把刀，我有一把刀，差不多。現在全世界任何政府的統治者用機關槍、坦克車。所以我說：人民要聰明，爭取自由要靠智慧。」
李敖同時展示了他在台灣寫過的100多本書中96本曾被查禁的書的列表，比他的人都高。李敖也不忘藉機當面調侃在座的北大現任領導，他說，「我回頭看，除了我們的（鳳凰衛視）劉長樂老闆以外，主任及校長都不太笑；我一回頭看，就很緊張；他們不算本領。我在內地最佩服的一個人叫做丁關根，你和他討論問題，（他）絕對不笑，臉繃著，一路繃到底，我真的佩服。中國歷史上有一個人和丁關根一樣了不起的，叫包公，他也不笑。所以宋朝人當時叫做『包拯笑，黃河清』，這是不可能的事情。」（註：前面的「主任」是指北京大学校务委员会主任，即是北大党委书记闵维方；而「校長」則指北大副校長吳志攀。）
接著，李敖提到了開放言論自由的「火山理論」，並解釋為什麼他認為開放言論並不可怕、也不會「亡黨亡國」。再次用下半身說話，李敖舉了北歐瑞典及丹麥開放A片的那一年，全國的強姦犯罪率減少了16%，而全國偷看女人洗澡者減少了80%。李敖說，以前他在台灣搞言論自由時被批「闖禍，影響民心士氣」；而在今日已經解嚴的台灣，言論自由，「書不禁了，可是也沒事了」。李敖並引用國民黨政府當年的國防部總政治作戰部主任許歷農上將的話：「我們發現：不查禁你這麼多書，也不會亡黨亡國。」李敖接著說：「有些言論開放了以後，是火山一樣的噴火口，讓它噴出去。言論自由像看小電影一樣，他講了，讓他罵了，讓他說了，老虎屁股讓他摸了，沒什麼了不起」，並希望國家領導人能夠體認。他並藉機訴求：「柯林頓講演，現場全體全國播出……連戰的演講，現場全體播出。我李敖在這兒，為什麼要想想看再播出？」
李敖講完北大前校長馬寅初與毛澤東關於人口政策的爭論與最終成敗後，說：「雖然毛主席說，北京大學水淺王八多，多幾個王八也不是壞事。」除了旁徵毛澤東，李敖也博引周恩來：「人民大眾是有充分的思想自由的，只要其他思想都可以存在，但要講，不講這些，別的我們也允許它的存在。」李敖認為，「大家說共產黨不讓人講話，是錯的。是一部分共產黨把毛主席、周總理根本的精神給它緊縮了，才有今天的現象。」「現在我們都知道有中國式的社會主義。我請大家問問：『社會主義』不夠，為什麼前面要加『中國式的』社會主義？因為社會主義不夠，可是『不靈了』說不出口，夾了一個帽子，『中國式的社會主義』，不是嗎？」然後，李敖又回到毛澤東的教導：「毛主席最後的一段話，你們聽了絕對會驚心動魄，我念書給你們聽：『這些罵我們的，像龍雲、梁漱溟、彭一湖之類的，我們要把它養起來，養著他們罵我。讓他們罵。罵得無理，我們反駁；罵得有理，我們接受。這對黨、對人民、對社會主義比較有利。』」李敖願意共產黨「存在一千年」，「我們也保住它。共產黨願意為人們服務嘛。我們就是人民，讓它為我們服務」；他引述天方夜譚中辛巴達的故事，說：「你要照顧它，我們希望共產黨活一千年，我們在它背上貼著它、哄著它、耐著它，讓它為我們服務，有什麼不好？」
李敖告誡：「我們不服氣要打，玩言論自由你們玩不過我，革命你們玩不過坦克車，不要再走這條路，說我們不搞這些，那搞什麼？我們去嗝了、去踮了、去得了、去聳了、去翻了，用這種不健康的情緒在家裡生悶氣」，「我們放棄過去那種念頭，就是我們要打天下，我們要和你作對，我要反政府，但已落伍了。為什麼落伍了？因為沒有可行性」，「人民會吃虧。共產黨說，下一代的共產黨很聰明。我看到胡錦濤真的很聰明，我們也很聰明，這個時代對我們也很有利」。李敖繼續勸勵這些幸運、菁英的北大學子：「你們到了北京大學，不要忘了你們的責任。」
李敖最後承認，對這些講話，「很多人提心吊膽，包括我在內。人家說：『你到大陸來，要不要看長城？』我說：『我可能沒上長城，先進了秦城。』」李敖也歎息，舊中國的北京純樸、大度，「那樣彬彬有禮的北京已經沒有了，現在是處處設防的北京；當你對人處處設防的時候，人變了，心變壞了。」
李敖的演講全文，原本是以同步刊錄的方式登載在中國大陸的部分商業網站上；但中宣部已在前一天通知各媒體有關報導李敖之行的處理原則，各種新聞要依新華社刊發的消息為限。所以在演講結束後一個多小時，演講全文基本未被各媒体刊登；有关李敖演讲的新闻，只报道了他與北大交換禮物这样形式上的内容和演讲中的零星幽默语言。
但是值得注意的是，李敖返台後，国台办下属的九州出版社在2005年11月出版了一本介绍李敖神州文化之旅的书《点评李敖》，完整收录了李敖在北大、清华、复旦三校的演讲，未做任何删除（只有在北大的部分，一位学生关于闵维方钳制学术自由的提问部分被删，但演讲本身未做删节）。
2005年10月，鳳凰衛視授權中國友誼出版公司出版《快意還鄉：李敖神州文化之旅》，記錄李敖神州文化之旅全部過程與促成李敖神州文化之旅的幕後故事。

## 評價

### 正面評價
2005年9月12日，在李敖神州文化之旅行前記者會上，李敖表示他在台灣住了56年從沒出國，現在去中國大陸還是沒出國，因為「大陸是中國的一部分，台灣是中國的一部分」，並且以「不是懷鄉，沒有鄉愁；不是近鄉，沒有情怯；不是還鄉，沒有衣錦；不是林黛玉，沒有眼淚」形容他行前的心情。
2005年9月28日，国台办召开记者会，国台办发言人李维一宣稱李敖神州文化之旅是一次内容丰富的神州文化之旅，大陆方面将本着求同存异的立场來看待李敖演讲内容。記者會上，有台灣記者詢問李維一 他在北京大學聽李敖演講時表情嚴肅，是否對李敖有甚麼看法，李維一回答：「李敖在台上金剛怒目地演講，我在台下也是金剛怒目地聽講。」並且聲稱因為李敖愈講愈好，所以國台辦沒打電話關切李敖在北京大學的演講內容。
2019年11月16日，李敖的兒子李戡表示他認為李敖立委任內支持兩岸統一的立場從未動搖、更不曾見風轉舵，所以他在台灣受人尊敬，沒有台灣人民要罷免他；李敖也經常指責國台辦造假業績、在對台工作犯錯、偏離台灣民意等等，最後導致國台辦暗地裡對他作出很多小動作，甚至阻撓他出書。

### 中立評價
李敖在北京大學的演講中表示，希望中國大陸逐步走向「成熟」的、自由和民主的現代社會；他一方面規勸中國共產黨能夠更加自信地擴大言論自由和接受輿論監督，另一方面他也勸導中國大陸民眾在處理與中國共產黨之間的矛盾時採取「溫和」及「非對抗性」的博弈方式。李敖的這種政治主張，部份中國大陸人士認為，這是他一貫堅持的自由主義思想以及追求中華民族整體利益的體現。
2005年9月21日，名嘴楊憲宏在TVBS頻道節目《2100全民開講》中說，李敖在北京大學的演講，相對於連戰、宋楚瑜或比爾·柯林頓來說，是超水準的表現；不過，相對於以前的李敖，倒是沒這麼「精彩」。他說，焦國標等因言論而受中共政權壓迫的人也覺得，如果李敖要談言論自由，李敖應該說說他們、為他們伸張一下，這樣才是他所認識的李敖。

### 負面評價
2005年9月21日，針對李敖在北京大學的演講抨擊連戰作秀唬弄人一事，國民黨發言人鄭麗文回應，連戰在中國大陸求學時連作秀小學都沒畢業，所以連戰沒有「別人」（指李敖）會作秀；同日，對於李敖在北京大學的演講說國民黨主席馬英九應該去演電影或做歌星、「至少變個大色狼」，馬英九回應稱「謝謝他的指教」。
2005年9月23日，清華大學新聞與傳播學院副教授王君超聽完李敖在清華大學的演講後說，李敖雖仍在嬉笑怒罵，但已不復早年寫書時的新知灼見，令人頗有“人書俱老”的感喟；李敖在清華大學的演講少了譁眾取寵的成分，他對清華學子勿做“自了漢”的要求相當中肯，他當眾對北京大學道歉顯示他心直口快的坦蕩風格；李敖的尷尬地位和形象變化主要是由大眾媒體所造成的，李敖此行的策劃者是最大贏家，李敖作為公共知識分子的獨立性必因與大眾媒體的過從甚密一事而受到影響。2005年9月23日，李敖接受TVBS訪問時回應，「罵共產黨沒有用，改變共產黨才是本領」，該月二十六日他在復旦大學的演講不會再收斂，後果由鳳凰衛視自行負責。2005年9月24日，李敖又回應，他为法源寺题词「人书俱老」出自孙过庭《书谱》，「书」字是指书法，「老」字是表示炉火纯青的意思，「这个精神是代表『书是那么了不起的书，人也是了不起的人』，隐含了『吹牛』的意思」；如果大家没有看过《书谱》，就不懂「人书俱老」这句话真正的含义，只能从字面上来看这句话，这表示「我们很多的古典教育可能出了问题」。
2005年9月28日，中华人民共和国民主运动人士劉曉波批評李敖和抨擊神州文化之旅：「李敖是個患有畸形自戀狂的戲子文人，無論走到哪、也無論講什麼，他都忘不了貶低別人和抬高自己；那種自我炫耀的無恥勁頭，真是世所罕見。然而，罵遍天下的李敖，獨獨對中共及其領袖不罵反誇，從毛澤東到鄧小平再到胡錦濤，從第一代誇到第四代；在鳳凰衛視上誇還不算，來到大陸也要繼續誇……李敖在台上向中南海的新舊權貴撒嬌，清華學生在台下向李大師撒嬌，李敖的表演就在台上台下的互媚中結束，堪稱『超級圓滿』……向權勢者和名流獻媚，早已變成中國人的第二本能了……更令我作嘔的是他近於無賴式的精明：為了讓肆無忌憚的媚相不太難看，他又在獨裁愛國主義的煽情中撒上點自由主義的味精。」2011年5月13日，李敖在年代新聞台節目《新聞面對面》回批劉曉波，暗諷劉曉波連上台罵中共的資格都沒有：「我五年以前到北京的時候，劉曉波寫文章，說李敖有兩個缺點：第一個缺點，他老是捧自己；第二個缺點，他不罵共產黨。劉曉波講的話非常不公道。共產黨知道我在罵他。為什麼俄國的普金演講，全國播出、全程播出；美國的小布希演講，全國播出、全程播出；那個討厭鬼連戰去演講，全國播出、全程播出；我去演講，全部封鎖？一個小姐說『台灣作家李敖，到了北京大學演講』，完畢。共產黨都知道我罵他，劉曉波就不知道！我和共產黨這麼友好，至少我還可以上台去罵他，其他人連這個資格都沒有。連戰也上台了，一個屁都不敢放，交出稿子給他們審查；我李敖就沒有稿子給你看。」2011年7月23日，李敖在香港書展演講時說，「共產黨知道我在罵他，是劉曉波笨」，辛亥革命是「背著包袱過河」，改革開放是「摸著石頭過河」，胡錦濤是「捧著『卵子』（睪丸）過河」。
2005年9月30日，民主進步黨立法委員王世堅在立法院大罵李敖：「李敖死了，真的李敖死了。李敖在中國的三場演講，第一場風骨尚存，第二場狗尾續貂，第三場欲振乏力。殺人魔王的毛澤東可以被歌頌，血腥鎮壓的天安門（事件）可以被漠視。」2005年10月4日，李敖在立法院說，王世堅已經於本月3日向他道歉，但他不滿王世堅「在議場罵人，卻在男廁道歉」，如果他當選台北市市長，他要聘王世堅當殯儀館館長，因為王世堅會宣布還活著的人死了；王世堅則跑到李敖辦公室聲稱，他根本不是來向李敖道歉，而是為了李敖在call-in節目涉嫌誹謗他買票一事要求李敖道歉；李敖駁斥，他沒說王世堅買票，只說王世堅的「手下」買票；李敖離開辦公室前，摸了王世堅屁股一把，得意地説：「我又消滅了一個小笨蛋。」
2005年10月4日，李敖在立法院質詢行政院院長謝長廷時說：「你們這些黨外出身的人，心裡都有個吶喊在糾正自己。……今天李敖在此向你們請願、呼籲。我哄你們、求你們，就像我哄共產黨、求共產黨一樣。你們親眼看到我怎麼反共抗俄，我瘦了兩公斤回來。我到北京演講，我活著回來了。可是今天我回來，我是死著回來：你手下大將（王世堅）不是這樣講過嗎？『李敖死掉了。』昨天中午，他跑到我的辦公室，笑嘻嘻地道歉；他（竟然）可以公開羞辱我，然後在男廁所向我道歉。」
2005年12月27日，《黃花崗雜誌》第15期（2005年第4期）刊登〈李敖批判專題〉，收錄辛灝年等五人所寫的文章，包括五人各自所寫的一篇文章及一篇網路文章，他們在文中批評李敖和抨擊神州文化之旅。
2010年8月2日，政評家曹長青在自己的網站撰文批評李敖，他在文章中提及了神州文化之旅：「李敖僅僅是蔑視韓寒嗎？陳文茜只是在罵韓寒嗎？根本不是，他們是通過貶損韓寒，來蔑視那種敢跟中共政府作對的精神，以此給對岸的共產黨送秋波。大家別忘了，李敖幾年前在北大講話，公開呼籲學生要『擁抱共產黨』，要『和共產黨合作』，還支持共產黨再活一千年。他說共產黨在中國創造了『盛世』，並強調說，中國的盛世都是一個黨領導的，這個黨叫做中國共產黨。我以前一直認為，最糟糕的中國人在被共產毒化過的中國。到了台灣以後才明白，最毒、最惡、最噁心的中國人在台灣。李敖、陳文茜、邱毅，就是那一類。別說陳文茜是台灣人，她如果給自己定義是中國人，她就是中國人。我見過、聽過、讀過的，最精明、狡猾、惡毒、刻毒的中國人，也沒有一個能毒過李敖。當然也沒有一個十三點、二百五、三八過李敖。」
2010年8月29日，李敖表示他還是會回到台灣，「想罵誰就罵誰、想寫啥就寫啥」是他喜歡台灣的唯一理由。
2018年3月18日，李敖逝世當天，王世堅公開向李敖「道歉」。王世堅說，2005年他罵「李敖死了，真的李敖死了」，當時李敖已經是對死亡感到忌諱的七十多歲的人，他實在不應該用那種話來罵李敖，希望李敖沒把此事放在心上。前民進黨文宣部主任陳文茜向BBC中文網提到，李敖在北京大學演講時，直接拿出他的禁書，大談言論自由、談胡適的精神，「所有北大的書記臉都綠掉了」，讓鳳凰衛視差點「關台」；後來李敖經不起求情，接下來在清華大學的演講修正不少內容，「我早就知道，李敖沒機會在中國大陸演講了」。
在同一天，曹長青在他發表於《民報》的文章中以負面態度評價了李敖的一生，當中提及了神州文化之旅：「台灣之前屬於日本，所以台灣知識分子，對中國文化沒有中國人那麼精通（台灣的幸運），再加上228一大批台灣文化菁英被殺害（台灣的悲哀），於是在台灣『外省人』那個非常小的中國人圈子裡，李敖稍微刻苦用功一點，就在台灣島成『王』了，於是他就狂妄到不可一世了。那為什麼當年在中國，也有很多人欣賞過李敖呢？很簡單：其一，因為共產黨也反國民黨，所以允許他的東西在中國發行。其二，如果李敖在中國，他早就被抓進監獄滅掉了（當然更可能是，以李敖的精明，他早就圓滑閉嘴了，他2005年的所謂『神州之旅』足以證明他是那類人）；正由於在中國任何一點反專制的思想表達，都被滅掉了，所以中國人是從反（共產黨）專制的角度，看李敖那些反國民黨的作品。同樣，如果李敖是在美國那種自由的環境，其一，他的那點想法根本不會『出奇』，絕不可能讓他像在台灣這麼出名，絕不會提供（媒體）條件，讓他像在台灣這麼狂妄；其二，他那些反人類正向價值的言論、他那些13點的瘋言瘋語，他那些大猩猩舉動，（根本不等他發展到那一步）早就被知識界口誅筆伐、扒三層皮了，他早就像老鼠一樣鑽地洞，不敢見人了。所以，在海峽兩岸都『非正常』的環境下，李敖這個怪胎就產生了。」
著名異見人士余杰在其所寫的出版於2019年8月21日的書籍《今生不做中國人》中提及了神州文化之旅，他表示他認為 曾經聲稱一輩子不離開臺灣的李敖在於2005年開展的神州文化之旅結束後，由反對國民黨的鬥士淪為諂媚共產黨的奴才，余杰亦表示在他看來，與其稱這次旅程為「文化之旅」，倒不如稱它為「商業之旅」及「統戰之旅」。

## 外部連結
- ,   [2020-08-27], （原始内容存档于2021-01-08）
- 李敖2005清华大学讲演全文 （页面存档备份，存于）（凤凰网官方）
- 李敖作客凤凰卫视《魯豫有約》节目文稿 （页面存档备份，存于）
- 李敖复旦大学演讲完整文稿 （页面存档备份，存于）（凤凰网官方）
- 李敖神州之旅談話錄（聯合新聞網，PDF檔案） （页面存档备份，存于）
- 新浪網專題：李敖神州文化之旅 （页面存档备份，存于）